# كوميديا إغريقية

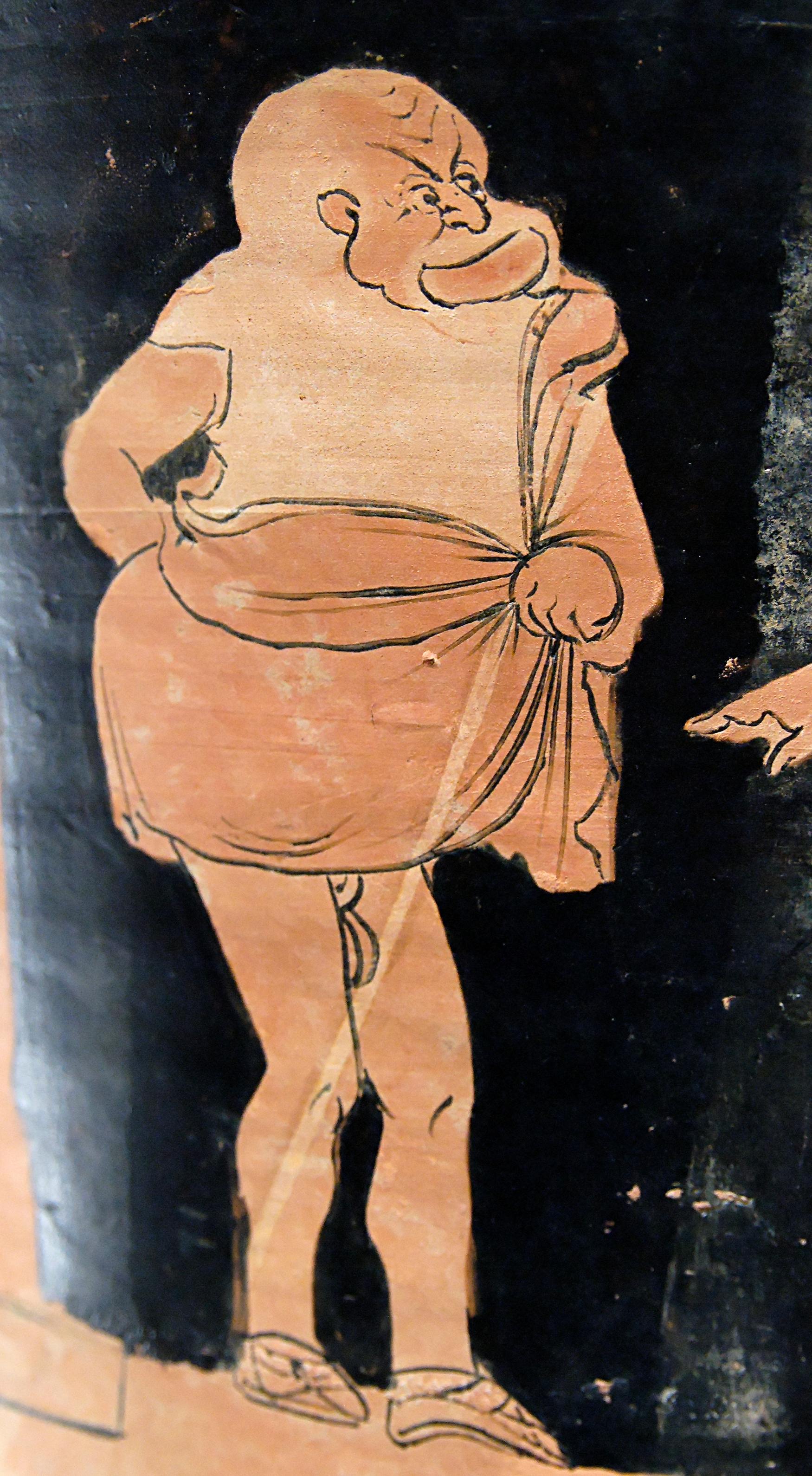
صورة تعود إلي فترة ما بين " 350 ق.م إلي 340 ق.م

الكوميديا (الملهاة) هو نوع من أنواع التمثيل، مسرحية ذات طابع خفيف تكتب بقصد التسلية، أوهي عمل أدبي تهدف طريقة عرضه إلى إحداث الشعور بالبهجة أو بالسعادة. وقد نشأت الكوميديا في أوروبا من الأغاني الجماعية الصاخبة، ومن الحوار الدائر بين الشخصيات التي تقوم بأداء شعائر الخصوبة في أعياد الإله ديونيسوس ببلاد اليونان، وهي الأعياد التي تمخض عنها فن الدراما. وتعد المسرحياتأريستوفانيس من أروع الأمثلة على فن الكوميديا القديمة في اليونان. أما فن الكوميديا الحديثة فيمثله ميناندروس، الذي نسج على منواله كل من بلاوتس وترنس. وفي إنجلترا امتزج التقليد الذي سارت عليه من استعمال الفصل الإضافي في أثناء المسرحية بالمسرحيات الكوميدية الكلاسيكية في الأدب اللاتينيي، في القرن 16 حتى بلغت المسرحيات الكوميديا الرومانسية في عصر الملكة إليزابيث ذروتها على يد شكسبير. أما في فرنسا فقد مزج موليير بين المسرحيات الكلاسيكية وما لها من تأثير، وبين المسرحيات التي أطلق عليها اسم «كوميديا الفن». وأسفرت الحركة المعادية للمسرحية الكوميدية في إنجلترا في عصر «عودة الملكية» والتي كان من أبرز كتابها كونجريف وويتشرليي، عن ظهور الكوميديا التي تتسمى بالإغراق في الانفعالات والعاطفة. وفي أواخر القرن 18، ظهرت المسرحيات الكوميدية الساخرة على يد جولدسميث وشريدان، وتابع أوسكار وايلد كتابة المسرحيات الكوميدية التي تدور حول سلوك الناس وأخلاقهم، وذلك في القرن 19. وقد برز في كتابة الكوميديا الاجتماعية في العصر الحديث كل من بنيرو، وشو، وموم، ونويل كوارد، والكوميديا في أفلام التلفزيون أو السينما (دور الخيالة)، تكون به أحداث مضحكة أو نهاية سعيدة. يمكن للملهاة (الكوميديا) أيضاً بأن تكون النكت التي يقولها الناس لبعضهم البعض أو القصص المضحكة، ويقال بأنها بدأت على يد الإغريق منذ عصر اليونان القديمة. يسمى الأشخاص الذين يمثلون الكوميديابالكوميديين. يعد وليم شكسبير وموليير من بين المشاهير الذين كتبوا عروضاً كوميدية.

## نشأة الكوميديا
نشأت الكوميديا في صقلية حيث منحها «إبيخارموس» أول أشكالها الفنية، ثم انتقلت إلي أثينا حيث ازدهرت وتطورت علي أيدي الشعراء المشار إليهم توا، إلي أن وصلت أوج كمالها علي يد أريستوفانيس. وكانت الكوميديا تعرض مثل التراجيديا في أعياد الديونيسيا الكبري، حيث تتجلي مظاهر الفخامة، وكان يحضر لرؤيتها المشاهدون من كل مكان في بلاد الإغريق، وكانت تتضمن موكبا فاخرا يحمل فيه تمثال الإله ديونيسوس علي عربة، ثم احتفالا مسرحيا يستمر فيه عرض التراجيديا والكوميديا لمدة ثلاثة أيام.
كذلك كانت الكوميديا تعرض في أعياد اللينايا التي كانت تقام تكريما لديونيسوس بوصفه ربا لمعاصر النبيذ «أو دنان الخمر»، وكانت تتضمن موكبا دينيا ثم تقديما للأضاحي ثم عرضا مسرحيا لكتاب الكوميديا.
ارتبطت الكوميديا مثلها مثل التراجيديا بأعياد ديونيسوس الإله الشعبي، الذي كانت عبادته واسعة الانتشار وسهلة في طقوسها. وهذا يدل علي أن الدراما الإغريقية قد ارتبطت منذ نشأتها بالجماهير العريضة التي كانت تشارك في احتفالات هذا الإله، حيث إن عرض المسرحيات كان يتم أثناء الاحتفال بل إنه كان جزءا من مظاهر التعبد للإله.
يزعم الدوريون أن كلا من التراجيديا والكوميديا قد نشأت لديهم: فإما الكوميديا فقد زعم أهل
ميجارا أنهم أصحاب الفضل في ابتكارها منذ حصولهم علي الديمقراطية وكذا أهل صقلية رددوا نفس الزعم، حيث نشأ بين ظهرانيهم الكاتب الكوميدي «إبيخارموس» الذي عاش حتي فترة سابقة علي وجود الكاتبين «خيونيدس» و «ماجنيس».
أماالتراجيديا فينسب الدوريون من أهل شبه جزيرة «البيلويونيس |Peloponnesos» فضل ابتكارها إلي أنفسهم.و هم فيما يزعمون يستندون إلي براهين مستمدة من التسميات «الخاصة بهذه الفنون».فالدوريون يقولون إنهم كانوا يسمون الضواحي الملاصقة للمدن باسم القري " Komai " في حين كان الأثينيون يطلقون عليها اسم البلديات"Demoi " وإن المشتغلين بالكوميديا" Komodoi " لم يحملوا اسمهم هذا من الفعل" Komazein "، بل لأنهم كانوا محتقرين من قبل ساكني المدن، فاضطروا إلي التجول في القرى، وإنهم كانوا يطلقون علي لفظ العمل" Poiein " كلمة الفعل في حين كان الأثينيون يطلقون علي ذات اللفظ كلمة التصرف " Prattein"، ان التراجيديا قد نشأت علي يد منشدي الأشعار الديثرامبية، في حين أن الكوميديا نشأت علي يد منشدي الاشعار الفالية " Ta Phallika " اتي لا تزال موجودة للآن في كثير من المدن.
هذه الكلمات جائت بكتاب «فن الشعر» لأرسطو ويذكر إيضا أن الأشعار الفالية تنشد لتمجيد الإلة باخوس بوصفه ربا للإخصاب، كما كانت تتضمن كثيرا من النكات الغليظة وكثيرا من الصخب والمجون. ويري المحدثون من الباحثين أن كلمة كوميديا Komodia مشتقة من اللفظ Komos الذي يعني النشيد الماجن، وأن أرسطو أخطأ حين أرجع هذا الاشتقاق إلي كلمة Kome بمعني قرية، ويرون أنه كانت هناك أنواع كثيرة من الأناشيد الماجنة تنشد في الاحتفالات والأعياد الخاصة بالإله ديونيسوس، علي يد مجموعة من الراقصين الذين كانوا يمزحون مع النظارة ويسخرون منهم، وأن خصائص تلك الأناشيد الماجنة تظهر علي نحو ما في مسرحيات أريستوفانيس أشهر شعراء الكوميديا.
لكن يبدو -رغم هذا الاعتراض اللغوي من جانب باحثي العصور الحديثة- أن أرسطو لم يشتط في حكمه، لأن الكوميديا الأتيكية «الأثينية» نشأت أصلا في القرى، واحتفظت لفترة بطابعها المرتبط بالأناشيد الفالية التي كانت مرتبطة بدورها بعبادة ديونيسوس، وربما تأثر تطور الكوميديا الأثينية في فترة لاحقة بالكوميديا الميجارية أو بالعروض الدورية الصامتة.

### مراحل تطور الكوميديا
و يقر أرسطو بأن مراحل تطور الكوميديا غامضة ومجهولة لعد الاهتمام بها منذ البدء، وأن الأرخون Archon لم يؤلف الجوقة الكوميدية في أثينا إلا في وقت متأخر " ربما عام 486 ق.م " وكان أفراد الجوقة من المتطوعين الهواة، ومنذ ذلك الحين اتخذت الكوميديا الشكل الفني الذي وضعه لها الكتاب المسرحيون. هؤلاء الكتاب هم الذين ابتكروا للكوميديا أقنعتها ومقدماتها والعدد الكبير من الممثلين. وأول من صاغ الموضوعات بالكوميديا في البناء الدرامي كان الشاعر الصقلي " إبيخارموس " والشاعر فورميس " Phormis "، حيث إن الكوميديا وفدت من صقلية، وفي أثينا كان أول كتابها "كراتيس " Krates " الذي هجر الطابع الهجائي المقذع وارتقي بموضوعات الكوميديا.
من أهم كتاب الكوميديا الذين ظهروا قبل أريستوفانيس:
1- كراتينوس Kratinos (520- 423 ق.م) الذي كتب أحدي وعشرين مسرحية هاجم في معظمها السياسي الشهير بريكليس، ونال الجائزة تسع مرات، انتزع إحداها من أريستوفانيس عام 423 ق.م. كذلك يعزي له فضل تنظيم عدد الممثلين الذين يشتركون في الحوار علي المسرح. ولقد أشار أريستوفانيس بأحد مسرحيتاه وهي مسرحية «الفرسان» إلي أن كراتينوس كان سكيرا فقام بتأليف مسرحية قارورة الخمر Pytine عام 423 ق.م حيث دافع بها عن ضعفه أمام الخمر وقام بنفسه بالتمثيل بها. ونالت هذه المسرحية الجائزة في حين لم يفز بها «أريستوفانيس» عن مسرحية «السحب» التي عرضت بنفس العام.
2-براتيناس Pratinas (- 496 ق.م) ويرجع له فضل ابتكار المسرحية الساتيرية. واهتم باقتباس موضوعاته من الأساطير بعد تحويرها وتطويعها كي تلائم المغزي الكوميدي. ولم يقتصر نشاطه علي تأليف الكوميديا بل آلف كذلك تراجيديا ومجموعة من الأشعار الديثرامبية.
3- فيريكراتيس Pherekrated الذي كان مقلدا لكراتيس، ونال الجائزة مرتين وأحدهم عام 437 ق.م.
4- يوبوليس Eupolis (466- 411 ق.م) الذي كان معاصرا وصديقا لأريستوفانيس بعض الوقت، ثم خصما له فيما بعد، يعد يوبوليس من أفضل كتاب الكوميديا في ذلك الوقت، رغم حياته القصيرة تمكن من كتابة أربع عشرة مسرحية، ونال عنها سبع جوائز، وتظهر لنا الشذرات الباقية من أعماله نقده اللاذع وخياله الخصب في اختيار الموضوعات ومهارته في تركيب الأحداث، وجرأته في الأوزان، وحسن اختياره للألفاظ.
و سبب خلافه مع أريستوفانيس أنه اتهم أريستوفانيس أنه استعان به في نظم شعر مسرحية «الفرسان» لأريستوفانيس، في حين أن أريستوفانيس قال يوبوليس هو الذي اقتبس مسرحيته " Marikas " من مسرحيته الفرسان.

## تعريف الكوميديا
الكوميديا هي محاكاة نقائص الأفراد في مجتمعهم محاكاة تحقق عنصر الفكاهة بقصد طرح تلك النقائص أمام أعين النظارة كي يسخروا منها ويضحكوا ملء أشداقهم علي المتردين فيها، وغاية هذه المحاكاة معالجة مشاكل المجموع التي أصبحت كداء استشري أو كوباء استفحل أمره، وصار لزاما التصدي له. والشخرية غايتها التغيير (وهو مرادف التطهير بالتراجيديا) من خلال المجموع، لأن السخرية هي أولي مراتب الشعور بالغثيان نحو تصرف غير ملائم، تماما كما يعتبر السخط أولي مراحل الثورة، ومثلما يؤدي السخط بمرور الوقت إلي الثورة علي الظلم والاستعباد، كذلك السخرية تؤدي علي المدي الطويل إلي استهجان النقائص ونبذها.
و يعرف أرسطو الكوميديا قائلا:
| كوميديا إغريقية | الكوميديامحاكاة لأشخاص أدني مرتبة لا في كل أنواع الرذيلة ، بل في جزء مشين يحقق عنصر الفكاهة . ذلك أن ما يبعث علي الضحك هو خطأ أو نفيصة لا تبعث علي الألم و لا تجلب التهلكة ، مثل القناع الكوميدي ، فهو قبيح و مشوه لكنه بلا " تعبير عن " الألم أو الحزن | كوميديا إغريقية |

و من هذا التعريف يتضح أن هدف الكوميديا ليس محاكاة رذائل البشر بوجه عام، بل هو محاكاة نقائص معينة تحقق عنصر الفكاهة، فثمة رذائل تنحدر إلي مرتبة الشرور وتلك لا يمكن أن تبعث عند محاكاتها علي مجرد الابتسام. وعلي كاتب الكوميديا أن يعرف بموهبته ما هي النقائص التي تحقق عنصر الفكاهة، فلكي يتم الإضحاك ينبغي أن يشعر المشاهد بأن ما يراه من نقائص سببه الغفلة وقلة التبصر والجهل وضعف الإرادة، وينبغي أن يدرك أن الشخصيات الكوميدية أدني مرتبة لا لنقص منزلتها بل لنقص إمكاناتها، ولغياب إرادتها.
إن الفكاهة لا تتحقق إلا إذا دارت الأحداث نقيض ما هو يتوقع منها. وإلا إذا تبلورت المواقف ضد طبيعة الأمور، وضد ما هو متعارف عليه. والنقائص ليست في مجموعها مما يسبب الضحك، لأن ثمة نقائص ناتجة عن شر متعمد وسوء قصد ورغبة في الإيذاء، أما النقائص التي تهم الكوميديا فهي الناتجة عن خلط الأمور وقلب للأوضاع السليمة وتخبط في التصرفات. ويقول أرسطو:
| كوميديا إغريقية | ما يبعث علي الضحك هو النقيصة التي لا تسبب الألم | كوميديا إغريقية |

فليس هدف الكوميديا أن تتناول مشاكل جادة كالتراجيديا أو أفعالا تهز الوجدان هزا، وتغير مصائر الأمور، بل غايتها عرض نقائص الأشخاص التي انحدروا إليها لغياب إرادتهم عنهم بطريقة تجعل من هذه النقائص موضعا للضحك منها. أن الكوميديا تستهدف استنهاض الهمم المتقاعسة عن طريق الضحكة والبسمة الهادئة.

## أنواع الكوميديا وعصورها
بدأت عروض الكوميديا القديمة رسميا في أثينا حوالي عام 486 ق.م وأن أوائل كتابها اهتموا في المقام الأول بالسياسة موضوعا لمسرحياتهم، بحيث كانوا يستطيعون عن طريق المسرح نقد رجال السياسة منالديماجوجيين ومهاجمة أصحاب الفكر الجديد من السوفسطائيين . وقلما خلت مسرحية من الهجاء والنقد اللاذع والقذف والهجوم المقذع، وكلها صفات كانت تتسم بها الكوميديا في عصرها الأول، باستثناء الكاتب المعتدل «كراتيس» الذي خلت مسرحياته من النقد العنيف فإن كل الكتاب كانوا علي حد سواء في هذه الخاصية: فمن ناجية ساعدته طبيعة الحياة الديمقراطية علي تشديد الهجوم علي تجار السياسة ومحترفي الحروب، وناحية أخرى زاد من حدتهم أن مجتمعهم الأثيني كان يسير نحو التدهور بخطي سريعة في حين لا تفعل قيادته السباسية شيئا سوى التعجيل به نحو هذا التدهور.
و تنقسم الكوميديا الإغريقية من حيث عصورها ألي ثلاث مراحل:

### الكوميديا القديمة[12]
اعتمدت موضوعات الكوميديا القديمة علي البعد السياسي الاحتماعي بالمقام الأول، وبدأ عصر ازدهارها منذ عام 486 تقريبا حتي حوالي 400 ق.م . اتخذت المسابقات ما بين الكتاب بأعياد اللينايا والديونيسيا الكبري مكانة كبيرة واعتادوا التنافس بها، وتقوم المنافسة علي تقدم خمسة شعراء كل منهم بمسرحية كوميدية واحدة . وكانت الكوميديا القديمة تتميز بوجه عام بأنها ذات نهاية سعيدة، وبأن بناءها يقوم علي الموضوع السياسي العام، وبأن الضحك يعتمد علي الفكتهة اللاذعة .
من أهم كتاب الكوميديا القديمة أريستوفانيس (445-385ق.م)و كان من طبقة ملال الأراضي في أثينا، وكان يمتلك مزرعة في جزيرة أيجينا القريبة من أثينا، وأحس مع طبقته بالتدهور السريع الذي أصاب أثينا بعد الحروب البيلوبونيسية (التي دارت بين أثينا من جانب وأسبرطة من جانب آخر) بالضربات القاصمة التي حلت بها من جراء تخبط الزعماء الجدد الذين تولوا وقتئذ حكمها وعرفوا بالدهماويين . لقد رغب أريستوفانيس مع طبقته في إبعاد الظروف التي أدت إلي التدهور، لذا هاجم الأفكار الفلسفية السوفسطائية الجديدة التي أدت في رأيه إلي زوال النظام الديمقراطي، كما رغب بعودة العصر السابق الذي حققت فيه أثينا النصر علي الفرس بفضل نظامها السياسي المتين، وبنيتها الاجتماعي المتماسك . وهذا ما يفسر السبب الذي من أجله اعتبر الباحثون من المحدثين أريستوفانيس محافظا وذلك لانتمائه إلي طبقة الملاك ولنفوره من الفكر الجديد سواء في مجال السياسة أو مجال الأدب وظنوا أن كرهه للحرب يرجعوه للخسارة المادية التي تلحق بطبقة ملاك الأراضي .

### سمات أريستوفاتيس

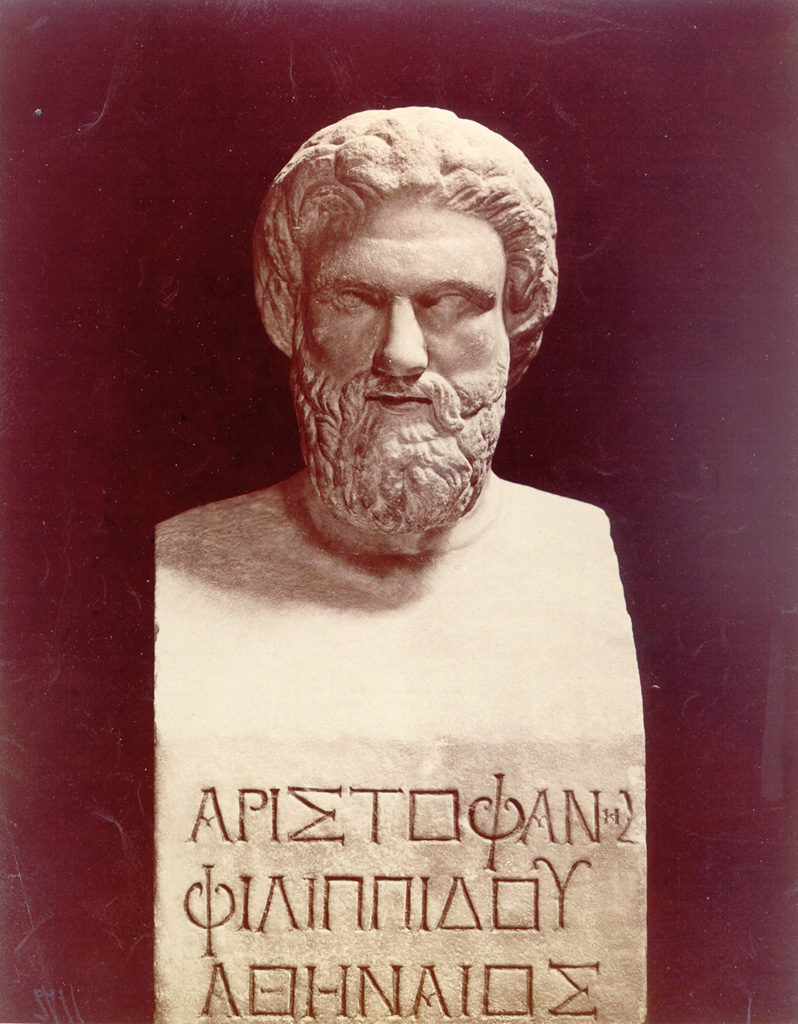
أريستوفان.

لقد كان أريستوفانيس محبا للسلام معاديا للحرب بسبب ما تجره من شرور ووبال، ولذا صب جام غضبه علي الديماجوجيين الذين يخدعون الجماهير بمعسول الكلام، ويمنونهم بالأماني والوعود، وعلي العسكريين الذين يستفيدون من الحروب ويحرضون علي خوضها، ويزينون للناس قيامها بأنه خلاص وإنقاذ، وهو في الحقيقة دمار وخسارة . وكان هجاؤه منصبا بوجه خاص علي كليون وهو أحدأخطر الساسة في نظره وأكثرهم انحرافا . وقد وصف السوفسطائيين بأنهم مفسدي الفكر اليوناني ومزيفين للحقائق ومروجين للأباطيل.

### تأثير أريستوفانيس بالكوميديا
ابتكر أريستوفانيس لغة كوميدية خاصة به من الكلمات ذات المعاني المزدوجة والإيحاءات الخاصة والألفاظ المصكوكة والمركبة تركيبا عجيبا، كذلك تميزت أشعاره بالرصانة والإبداع والخيال، وكان حواره طبيعيا يتميز بالحيوية في حين كانت نكاته غليظة وجريئة بغض النظر عن كونها غير شهوانية .
يعد أريستوفانيس من أبرع الكتاب في التندر أو الاقتباس الساخر وخاصة فيما اقتبسه من أشعار يوربيديس: فأحيانا كان ينقل عنه بيت ويغير به كلمة واحدة، وأحيانا يغير ترتيب بيت بحيث يغير معناه بالكامل، وأحيانا يقتبس مشهدا تراجيديا ويغيره ليصبح كوميديا.

### الكوميديا الوسطي[15]
بدأت في الانتشار عام 400 ق.م، واتجهت إلي السخرية من الأساطير والتهكم علي الأعمال الفلسفية والأدبية . إلي جانب تهكمها علي السلوك الإنساني الهابط ولا مجال هنا للنكات الصاخبة التي كانت سمة للكوميديا القديمة ولا للنقد السياسي، بل الفكاهة هنا معتمدة علي السلوك الاجتماعي وانحرافاته، لذلك فهي فكاهة هادئة تدعو للبسمة ولا للقهقهة.
و يمكن اعتبار مسرحية «بلوتوس» لأريستوفانيس من الكوميديا الوسطي حيث انه من الناحية الفنية امتازت الكوميديا الوسطي ب قلة نسبة أناشيد الجوقة ولأن فواصلها الغنائية لا ترتبط كثيرا بموضوع المسرحية، ولأن موضوعها ابتعد عن السياسة واقترب من الأساطير.
و من كتاب هذه المرحلة: أنتبفانيس، أليكسيس، وإبيكراتيس .

### الكوميديا الحديثة
بدأت بالانتشار من عام 336 ق.م تقريبا، استمدت موضوعاتها من الحياة الاجتماعية المعاصرة، اتسمت شخصياتها بالنمطية وأنها لا تمت للواقع المعاش بصلة إلا لماما . ولقد حلت الفكاهة في هذا النوع محل النكات اللاذعة التي كانت سمة للكوميديا القديمة، وأضحي الحب الرومانسي موضوعا سائدا في مسرحيات كتاب هذا النوع . كذلك لم يعد للجوقة مجال أو وجود إ لا أذ اعتبرت جماعة الراقصيين والموسيقيين من الجوقة.
لقد كان النمط الأخلاقي الذي تصوره الكوميديا الحديثة هابطا خاصة وأنها غضت الطرف عن الخطف والاغتصاب وقبلتهما كأمر واقع، ويرجع ذلك إلي أن القيم الاجتماعية السامية انحطت في عصرها . ووقفت أثينا بعد تدهور الحضارة الإغريقية فريسة للسيطرة المقدونية .
تختلف الكوميديا الحديثة -خصوصا لدي مناندروس- عن الكوميديا القديمة في الاتجاه والموضوع، كذلك في الإطار والأسلوب: ففي اللغة كانت تميل للبساطة حتي لتكاد تشبه النثر أو لغة الحديث اليومي، كما قل بها العنصر الغنائي إلي أدني حد، واضمحل دور الجوقة حتي كادت لا تشترك بالحوار، كذلك اختفت أجزاء من المكونات مثل «المشهد الجدلي» و «خطاب الجوقة» تدريجيا، وأصبحت مقسمة إلي ما يشبه الفصول التي تتحدد بدايتها ونهايتها بفواصل غنائية راقصة، ولم تعد الكوميديا أو ما تبقي منها في الكوميديا الحديثة تتخذ لنفسها هيئة الطيور أو الحيوانات مثل الكوميديا القديمة، كما اختلفت أقنعتها وتنوعت من أجل الشخصية النمطية التي كانت سمة مميزة للكوميديا الحديثة .

### كتاب الكوميديا الحديثة[17]
من أهم كتاب الكوميدي الحديثة «فيليمون | Philemon» (361 - 263 ق.م) وكان مواطنا من سولي في كيليكيا بآسيا الصغري، وربما كان من سيراكوساي بصقلية، ثم وفد إلي أثينا في طفولته، ولم يتبقَ لنا من إنتاجه شئ رغم أن«بلاوتوس» الكاتب الكوميدي الرماني اقتبس من أعماله الكثير .
كذلك هناك «ديفيلوس | Diphilos» الذي كان من سينوبي علي البحر الأسود، ولا نملك من أعماله التي بلغت المائة شيئا رغم أن تيرنتيوس وبلاوتوس قد اقتبسا قدرا كبيرا من أعماله .
و من أهم كتاب هذه المرحلة كان «مناندروس» الذي ولد في أثينا من أب ثري يدعي ديوبيثيس، وكان عمه أليكسيس من كتاب الكوميديا الوسطي المشهورين . تتلمذ مناندروس علي يد ثيوفراستوس تلميذ أرسطو وخليفته، وكان صديقا للفيلسوف أبيقور .
تميز مناندروس بالواقعية في رسم الشخصيات، وينفرد بالموضوع المستمد من الواقع المحلي لأثينا في القرن الرابع قبل الميلاد ويتفوق في الحوار والحبكة المسرحية . ولقد شغف مناندروس علي الدوام بموضوع واحد فقط وهو مجتمعه المتدهور، وكان أبطاله من اللقطاء، ومسرحياته تدور حول الاغتصاب وتنتهي بالزواج بعد التعرف علي حقيقة العلاقة التي تربط بين الشخصيات . وأدرك مناندروس أن اللقطاء كشخصيات تتيح له فرصة تتويج بنائه الدرامي بالكتشاف والتحول .
لقد عبر مناندروس بصدق عن فكر إغريق ذلك العصر ورسم بمسرحياته صورة واقعية لمجتمعه المتدهور الغارق في اللذات الحسية بعد أن فقد ثقته بآلهته القديمة .

## أجزاء الكوميديا

### المقدمة[18]
يتم بها التمهيد لأحداث المسرحية، وكذلك لما يدور فيها من مواقف، ففي مسرحية «السحب» لأريستوفانيس علي سبيل المثال ، تبدأ المسرحية بالأب «ستربسياديس» وهو يحدث ابنه المستهتر «فيديبيديس» عن الحالة السيئة التي صار عليها وعن الديون التي اغرق نفسه بها . كذلك بمسرحية «الضفادع» نري الإله «ديونيسوس» يزود البطل هيراكليس كي يدله هيراكليس علي أقصر الطرق المؤدية إلي العالم السفلي «هاديس» ويلي هذا ذهابهم معا إلي العالم السفلي ويعقب هذا حوار عن السبب علي لسان الشخصيات بحيث يتمكن المشاهد من إدراك كنه أحداث المسرحية المرتقبة دون عناء .

### أغنية الجوقة[19]
في هذا الجزء يتم دخول الجوقة إلي خشبة المسرح لأول مرة : ففي مسرحية «السحب» يتم دخول الجوقة علي هيئة سحب عقب المقدمة «البرولوج» وبعد الحديث الذي دار بين ستربسياديس وسقراط. وفي مسرحية «الضفادع» تدخل الجوقة المكونة من الضفادع كي تستقبل ديونيسوس وهيراكليس، ثم تبدأ في السخرية منهما أثناء تجديفهما ، وكذلك تغني أناشيدها حتي يصلا إلي العالم السفلي . وتتميز أغنية الجوقة بالمعاني الجميلة والشعر الرقيق بحيث كان هذا بالإضافة إلي رقصها وملابسها الجميلة يجعل من هذا الجزء لوحة فنية بالغة الروعة .

### المشهد الجدلي[20]
يتم به مشادة كلامية بين شخصيتين من شخصيات المسرحية، تضمر كل منهما للأخرى عداء أو خصومة . وتتميز لغة هذا الجزء بالقدرة علي الدحض والتفنيد . وكمثال علي المشهد الجدلي نجد مسرحية «الضفادع» حيث يتباري كل من الشاعرين «أسخيلوس» و «يوربيديس» للفوز بعرش التراجيديا، وبالتالي الفوز بالحياة مرة أخرى ، وكان الإله ديونيسوس يقوم بدور الحكم بين الشاعرين .
و بمسرحية «السحب» نجد المشهد الجدلي قائم ما بين «منطق الحق» و «منطق الباطل»، اللذان تجسدا داخل مسرحية سقراط من أجل استمالة الشاب «فيديبيديس» الذي جاء للالتحاق بالمدرسة .

### خطاب الجوقة[21]
بهذا الجزء تتوجه بالخطاب إلي الجمهور من النظارة ، يبدأ بمقطوعة في التفعيل السريع " وهو في الأصل يعود للخطوة العسكرية " المارش ". تتبعها جملة طويلة كان من المحتم أن تلقي في نفس Pnigos واحد ، ثم أنشودة " Ode " تبتهل فيها الجوقة إلي الآلهة، تتلوها مقطوعة هجائية " Epirrhema " عن الأحوال السائدة وقت عرض المسرحية ، وتأتي بعد المقطوعة أنشودة مضادة " antode " للأنشودة الأولي ، ثم مقطوعة هجائية مضادة للمقطوعة الأولي . وكان خطاب الجوقة بعيدا عن موضوع المسرحية وسياق الأحداث الجارية فيها ، كما أن مضمونه لا يمت بصلة إلي الفكرة الأساسية ، ولا يربط بين أحداث المسرحية بقدر ما يفصل بينها .
يري الباحثون أن وجود هذا الخطاب في المسرحية الكوميدية يعود أساسا إلي أن نشأتها ارتبطت بالنشيد الماجن "Komos " أو علي الأصح بنوع خاص منه بعد تعديله ، وأنه أنه تبعا لترتيب أجزاء ذلك النشيد أصبحت أجزاء الكوميديا تتتابع بحيث تبدأ بالمدخل ثم المشهد الجدلي ثم خطاب الجوقة .

### المشهد التمثيلي[22]
بالمسرحية الكوميدية عدة مشاهد تمثيلية ، تفصل بينهم أغاني الجوقة . وهناك ثلاث شخصيات التي تقوم بالأدوار الرئيسية أما القائمون بالأدوار الفرعية فكانوا كثيرين ، ولم تكن ثمة نسبة محددة يتبعها الكاتب أو يحدد من خلالها العدد .

### الخاتمة[23]
و هو المشهد الختامي بالمسرحية والتي عادة كانت تنتهي عادة بوليمة أو حفل زواج بهيج أو حفل شراب وسمر ، ولكن لم تكن تلك القاعدة دائما . فمسرحية «السحب» تنتهي بإحراق الأب ستربسياديس لمدرسة سقراط ، ومسرحية «الفرسان» تنتهي بفوز بائع «السجق» علي تاجر الجلود «الدباغ» كليون وهي نهاية ساخرة بها رمزية وإيحاء . وفي مسرحية «النساء في ظاعياد الثيسموفوريا» تنتهي الأحداث بهرب الشاعر يوربيديس وزميله من سجن النساء . بينما تنتهي مسرحية الضفادع بتعليق الجوقة علي اختيار ديونيسوس للكاتب المسرحي أسخيلوس وتفضيله إياه علي يوربيديس. أما مسرحية «الزنابير» فتنتهي برقصة صاخبة ماجنة تسمي رقصة السكاري حيث تؤديها جوقة المسرحية المكونة من الشيوخ العابثين .

## موضوع الكوميديا
كما انقسمت الكوميديا لمراحل ، اتسمت كل مرحلة بموضوعاتها

### موضوعات الكوميدياالقديمة[24]
فالكوميديا القديمة اعتمدت في موضوعاتها علي أسطورة خيالية أو فكرة بسيطة أو قصة مسلية ، ومع اختلاف الموضوع تغلف بالعادة بالهجاء اللاذع والنقد الساخر لأحداث المجتمع ونقائصه ، ولم يكن الكتاب يكفون قط عن استهجان تلك النقائص مهما سبق له نقدها في مسرحياته السابقة.
يمكن اطلاق اسم " الكوميديا الأريستوفانية علي الكوميديا القديمة نسبة إلي أريستوفانيس، وتناولت موضوعات لها أنماطا من العلاقات الاجتماعية التي كانت سائدة في أثينا في ذلك العصر .
فمنها ما يتعرض لقضية التربية كمسرحية «السحب» التي تتناول بالنقد المذاهب العقلية الجديدة لخطورتها علي التراث الاجتماعي المسقر ، وعلي الأخلاق والتربية الأسرية . وكذلك مسرحية «الزنابير» التي تدور حول علاقة الأب بابنه وحول اختلاف فكر الشبان عن فكر الشيوخ : فالأب العجوز قاس وصعب المعاشرة محب للتردد علي المحاكم ، وغبي يثق بالدهماويين تجار السياسة ، في حين أن الأبن متعقل ذو بصيرة ، يري في أبيه شيخا لا هم له إلا الاحتجاج والمعارضة دون وجه حق ، فيحاول من جانبه ترويضه وكبح جماحه تدريجيا .
و هناك مسرحيات أخرى تدور حول النقد الأدبي مثل مسرحية «الضفادع» التي تتم فيها مساجلة أدبية ما بين شاعرين كبيرين من شعراء التراجيديا وهما «أيسخيلوس ويوربيديس»، حول الفن الدرامي وغايته الخلقية ، وتطرح المساجلة سؤالا هاما وهو «أيهما أهم للمجتمع : الفنان صاحب الرسالة الفكرية أم الفنان المبدع دون حرص علي الغاية الأخلاقية ؟». وهو تساؤل ما زال مطروحا بالساحة الفكرية والأدبية حتي اللحظة .
أما مسرحية «النساء في أعياد الثيسموفوريا» وهي عبارة عن اقتباس ساخر لمواقف درامية اشتهر بها الكاتب التراجيدي «يوربيدس»، ويقدم بها الكاتب نقدا ليوربيدس لجرأته في عرض موضوعات تنشر الإثم وتزينه بدلا من أن تدينه .
و هناك مسرحيات تتناول موضوعات أخرى مثل موضوع «الحرب والسلام»، كمسرحية «أهل أخارناي» والتي تصور ما فعلته الحرب بالمواطنين من تخريب للأرض ، وتقتير في الرزق ، بحيث أصبح السلام هو المطلب الأساسي للشعب ، ورغم ذلك فهناك إصرار من دعاة الحرب علي خوض المعارك الطاحنة التي يساق إليها الشعب دون ذنب أو جريرة .
كذلك مسرحية «السلام» التي تصور حال بلاد الإغريق بعد أن أتت الحرب علي الأخضر واليابس ، مما دعا أحد الأثنيين إلي الصعود إلي السماء كي يخلص ربة السلام، ويعود بها إلي الأرض من أجل أن يستتب الأمن ، وتسود الطمأنينة ، وتختفي الحرب الضروس إلي غير رجعة .
إيضا مسرحية «برلمان النساء» التي تقوم فيها الزوجات الأثينيات بالاستيلاء علي السلطة ومقاليد الأمور بعد أن يئسن من نجاح الرجال في إيقاف الحروب المستمرة ، ثم يقمن بوضع اسس اجتماعية جديدة تريح كاهل المواطنين وتعيد إليهم الأمن والرخاء ، بعد أن عانوا كثيرا من ويلات الحروب .
إلي جانب وجود مسرحيات يلعب الخيال بها دورا كبيرا مثل مسرحية «الطيور» التي تحكي قصة رجلين سئما الحياةفي أثينا، وعافا أن يظلا في معاناة لأحوالها المتدهورة ، فيقرران الهجرة إلي عالم الطيور، ويبنيان بمساعدة الطيور مملكة بين الأرض والسماء، بحيث يقدر لها أن تسيطر علي الأرباب ، وتتحكم في مصائر البشر في آن واحد .
كذلك مسرحية «بلوتوس» التي تصور حال إله الثروة الذي سميت المسرحية باسمه بعد أن أعماه زيوس، رغبة منه في عقاب البشر ، كي لا يتمكن الأول من إعطاء الثروة لمن يستحقها ، فنتج عن ذلك أن أصبح الأوغاد أثرياء والشرفاء فقراء . ويتخيل الكاتب في مسرحية «برلمان النساء» حكومة كلها من النساء ، تشرع القوانين المبتكرة وتنجح فيما فشل فيه الرجال من قبلهم ، وتقيم نظاما للحياة الجماعية تصبح فيه الثروة علي المشاع ، والطعام شركة بين الجميع ، حتي الزواج يصير جماعيا بحيث أن المرأة التي لا بعل لها من حقها أن تختار لها زوجا لمدة معينة بأمر القانون ، وكذلك التي لا طفل لها من حقها أت تتخذ ابنا لها من بين الأطفال وتقوم بتربيته .
من أوجه النقد للمجتمع توجهت الكوميديا بنقد رجال السياسة الدهمانيون كمسرحية «الفرسان» التي تهاجم بشدة الزعيم الديماجوجي «كليون»، رغم أنه بهذها الوقت في عز سطوته وأوج قوته ، والتي تظهر بصورة رمزية كتاجر جلود يقوم بدبغها وبيعها ، لكن بائع السجق يتفوق عليه في الصفقة وسلاطة اللسان .
كذلك لم يقف النقد لدي الساسة فحسب بل وصل للأدباء ورجال الفكر ، ففي «النساء في أعياد الثيسموفوريا» نجد تهكما علي يوربيديس الذي عزمت النساء علي قتله ، لأنه اجترأ علي تصويرهن في مسرحياته بصورة تفضح مكنون أنفسهن ، ثم يلجأ الشاعر إلي زميل له كي يتنكر في زي امرأة ، ويحضر احتفالات النساء كي يدافع عنه .
كذلك بمسرحية الضفادع فيسخر أريستوفانيس من يوربيديس لأنه أفقد التراجيديا جلالها القديم ، وجردها من سموها الأخلاقي . أما مسرحية السحب تتناول بالنقد والهجوم الفيلسوف «سقراط» وتصوره تصويرا ساخرا متهمة إياه بالشعوذة وغرابة الأطوار .
كذلك حظيت طائفة النساء بحظ وافر بالتصوير بالأعمال المسرحية سواء بشكل إيجابي أو سلبي فتم تمثيلها بثلاث مسرحيات مثل «ليسستراتي» التي تصور النساء وقد عزمن علي التحرك من أجل فرض رغباتهن علي الرجال بالقوة بعد أن فشل هؤلاء في إقرار السلام، ومسرحية «برلمان النساء» التي توضح ماذا يمكن أن يحدث للمجتمع لو قامت به حكومة من النساء . وأخيرا بمسرحية «النساء في أعياد الثيسموفوريا» التي تصور المجتمع النسائي المغلق وما يحدث فيه وكيف يفكر أفراده من النساء .

### موضوعات الكوميديا الحديثة[25]
اتسمت موضوعات الكوميديا الحديثة أو كما تسمي " الكوميديا المناندرية " نسبة إلي رائدها وممثلها الأوحد مناندروس ". حيث قام مناندروس بلعب جميع الأدوار "النساء والرجال "، فبهذا الوقت أصبح المجتمع متشددا أكثر من عصر " أريستوفانيس " فلم يعد مسموحا للفتيات الظهور ولا بالزواج إلا من الشخص الذي يرتضيه الأب ، ولم يكن من المسموح رؤية هذا الشخص قبل الزواج، وأصبح المجتمع منغلق أكثر وأصبح هناك سياج فولاذي يحيط بالأبناء في حين يقدم الآباء علي الملذات في الخفاء مع المحظيات والعاهرات ، مما دفع الاباء بعد ذلك لسلك نفس طريق الآباء مع أبنائهم بعد ذلك . وانتشرت تجارة النخاسة والرقيق.
في ظل هذا المجتمع وظروفه المتدهورة كان علي الكوميديا المناندرية أن تمسك بعصا سحرية علها تصل لطريق تحول به علاقات لا يقرها المجتمع ، ويعتبرها غير شرعية ، إلي علاقات مشروعة لا غبار عليها . وكانت وسيلة الكوميديا المناندرية في هذا هي «الكشف» عن حقيقة مولد اللقطاء أو ذوي النسب المجهول ، بحيث يتم هذا عن طريق العبيد الذين أشرفوا علي تربيتهم وهم أطفال قبل إلقائهم في العراء ، أو بيعهم في أسواق النخاسة ، وعن طريق الأمهات اللائي تخلصن من فلذات أكبادهن خوفا من العار ، ولكنهن يتعرفن عليهم بعد فترة من الزمن بعلامات مميزة في أجساهم أو بحلي كانوا يرتدونها . وبهذا التعرف -في رأي الكوميديا الحديثة- تصبح الزيجات بين الشبان الأثرياء واللقيطات شيئا ممكنا ، لأن التعرف جعل من اللقيط ابنا لأسرة معروفة وأظهر حقيقة نسبه .
إن النهاية السعيدة التي كان مناندروس ينهي بها مسرحياته ، والتي كانت تتمثل في زواج الشاب بالفتاة التي يحبها بعد التعرف علي حقيقة مولد من كان لقيطا منهما، كانت نهاية ذات مغزى وليست عرفا كوميديا ، حيث أن النهاية السعيدة كانت موجودة بوجه عام بالكوميديا الإغريقية ويمكن تفسيرها بأنها تمثل انتصار الإرادة الإنسانية علي الضعف والتدهور ، وبأنها يشير بعودة العلاقات الطبيعية السوية إلي الأفراد وإلي صفوف المجتمع.

## البناء الدرامي[26]
لابد أن يسمح البناء الدرامي للكاتب من تكوين أطار عام رابط بين المشاهد وبعضها ، كذلك بإظهار العلاقات المتشابكة بين الشخصيات، ومن ثم الوصول إلي الذروة التي تختلط فيها الأمور ، ويحدث عدم الفهم ، فيأتي الحل في النهاية عكسيا ، ولكنه يكون محتملا في الغالب .
و لابد أن تتسم المسرحية الكوميدية ببساطة الحبكة والبناء ، بمعني أن تقلل قدر الإمكان من عدد الشخصيات ، وتتقن رسمها ، وأن تتحاشي الأحداث غير المحتملة والمقحمة علي السياق الرئيسي .
اتسمت الكوميديا القديمة بغلبة القصة علي البناء الدرامي ، فلا وجود بالكوميديا للبناء الدرامي بشكل كامل بل كان عبارة عن تخطيطا يضم عدة مواقف مرتبطة بطريقة ماهرة وبسيطة . ولا وجود لخط درامي متصاعد بل هو خط متموج ما بين الصعود والهبوط حسب الموقف الدرامي ، وكان هناك عدة ذروات درامية وكذلك عدة حلول ولم تكن الكوميديا تحوي علي عقدة تتبلور عندها الأحداث ويتحتم بعدها كشف الأمور بل كانت المواقف فيها تصل إلي مرحلة التأزم بحيث يأتي حلها فكاهيا بعيدا عما يتوقعه المشاهد .
اشتمل بناء الكوميديا الدرامي علي فكرة رئيسية تمهد لها الأحداث من أجل من خلق مواقف فكاهية ، وكانت هذه الفكرة من البساطة بحيث يمكن تلخيصها في عدة سطور ، وكان شائعا بالنسبة للكوميديا القديمة حيث أن معظم مسرحيات أريستوفانيس يمكن سردفكرتها الرئيسية في سطور قليلة . والحق أن الفكرة الرئيسية هي لب المشكلة ، وهي أصعب ما في التأليف الكوميدي .
إن كاتب الكوميديا يبحث في المقام الأول عن الفكرة المبتكرة ، ويقوم بعد ذلك بتصميم مواقفها ، وكانت الفكرة الأساسية هي المحور الذي تدور حوله كل الأحداث ، وتتوالي من أجله كل المشاهد بتتابع سريع أو بطئ ، وكانت هذه الفكرة تتخذ شكلا تخطيطيا في تصميمها ، والهدف منه خلق مواقف كوميدية حافلة بالمفارقات .
تتكون الفكرة الرئيسية من عدة مشاهد جدلية ، حيث تتصادم شخصيتان متناقضتان ، كل منهما تتخذ موقفا مضادا من الأخرى ، وعند تصادم الشخصيتين كانت الجوقة تنحاز لها لإثارته علي خصمه وتشجيعه علي الهجوم عليه بشتي السبل .

### البناء الدرامي بالكوميديا القديمة
اتسم البناء الدرامي بالكوميديا القديمة بالبساطة ويقوم علي أساس موضوع مأخوذ من الحياة العامة والواقع الاجتماعي ، ويعتمد علي المشاهد الجدلية التي تحقق عنصر الفكاهة .

### البناء الدرامي بالكوميديا الحديثة
أما بالكوميديا الحديثة «المناندرية» فكان البناء الدرامي لا يعتمد علي الموضوع ذي الفكرة الرئيسية ، بل علي الشخصية ذاتها ، وعلي ما تخلقه من تناقض بتصرفاتها ، يؤدي إلي الإضحاك علي مواقف اجتماعية متضاربة . ولم تكن الكوميديا المناندرية تعتمد فقط في بنائها الدرامي علي التناقض في تصرفات الشخصية ، بل كانت تعتمد كذلك علي المشاهد التمثيلية التي يضع الكاتب تصميمها للتنويع والتفريغ في موضوع مسرحيته ، بحيث تتيح له أن يظهر للمشاهد شخصيات نمطية فكاهية مثل شخصية الطفيلي أو المتفاخر أو العبد الماكر وغيرها .
برع مناندروس في رسم شخصياته بسرعة ومهارة ، ونجح في الوقت ذاته في خلق الارتباط بين كل شخصية والشخصيات الأخرى بطريقة محكمة ومتقنة ، بحيث تبدو العلاقة القائمة بين الشخصيات علاقة طبيعية . وكان موقفا إيضا في إظهار التناقض بين فعل كل شخصية والشخصية المقابلة لها : الصفاقة مثلا في مقابل الأدب الجم ، السذاجة في مقابل المكر والدهاء .
الأساس إذا في بناء الكوميديا الحديثة دراميا هو الشخصية إلي جانب حبكة المكيدة ، في حين تقوم الكوميدياالقديمة علي الموضوع .

## الشخصيات

### الشخصيات بالكوميديا القديمة[27]
كانت شخصيات الكوميديا القديمة مجرد تفسير رمزي للفكرة الكوميدية ولم تكن لها أبعاد أو أعماق فمثلا بمسرحية «الفرسان» نجد شخصية «ديموس» ترمز للشعب لهذا صورها أريستوفانيس علي أنها رجل عجوز ساذج غر ، يتلاعب به العبيد الأشرار الذين يرمزون لرجال السياسة ، وأن شخصية «بلوتوس» بالمسرحية التي تحمل نفس الاسم ، وكانت ترمز للثروة وصورها أريستوفانيس علي أنه شيخ أعمي لا يعرف كيف يهب المال لمن يستحقه . أما شخصية «ديكايوبوليس» بمسرحية «أهل أخارناي» ترمز إلي المواطن العادل ، لذلك صورها الكاتب بمواطن عادل ذي نظرة حصيفة ، يسعي للسلام تجنبنا الحرب وويلاتها .
كذلك هناك شخصيات عامة مستمدة من الحياة، ولكنها تجسد خلقا احتماعيا سائدا ، مثل شخصية «ستربسياديس» بمسرحية السحب التي تجسد الغباء الريفي المختلط بالمكر والقحة في بعض الأحيان ، وشخصية «بافلاجون» بمسرحية الفرسان التي تجسد أللاعيب الدهماويين من رجال السياسة خصوصا ألا عيب الديماجوجي كليون .

### الشخصيات بالكوميديا الحديثة[28]
شخصياتها عادة نمطية وهي تجسيد لأنماط من العلاقات الاجتماعية ، وهي تقدم نموذج مبالغ به في رسمها لأفراد المجتمع مثل «العجوز المشاكس ، العبد الماكر ، الأكول الشره ، البخيل والمتفاخر والطفيلي ، المتملقي والانتهازي» وتتكرر هذه الشخصيات بنفس الصورة ونفس المواصفات في كل مسرحية .
كذلك لم يكن جميع المشاهدين علي علم أو معرفة بهذه الشخصيات في حاتهم العامة أو من خلال تجاربهم الحياتية السابقة ، بل كانوا يتعرفون عليهم من خلال العرض المسرحي نفسه ، لهذا فإذ اتقن المؤلف رسم الشخصيات بمهارة وإتقان مبينا صفاتهم الشيئة ومظهرا تخبطها في التصرفات التي تنحدر إليها فإن الشماهدين سيسخرون من تلك النقائص ويحاولون تجنبها مستقبلا بعد أن يضحكوا علي من قاموا بها ، ولكن إذا لجأ المؤلف للتهويل والمبالغة في رسم الشخصية يمكن أن يحدث ذلك أثرا عكسيا لدي المشاهدين وبدلا من أدانتهم لسلوكهم الهابط يولد لديهم اعجاب خفي بالشخصية ، وهذا لا يتفق ومغزي الكوميديا.

## دور الجوقة[29]
كان عدد أفراد الجوقة بالكوميديا 24 فردا ، نصفهم من الرجال ونصفهم الآخر من النساء، والنساء بالمسرح الإغريقي كان يقوم بأدوارهم «الرجال» سواء بالتراجيديا أو الكوميديا، وكانوا يرتدون ملابس تظهرهم أحيانا في صورة غير أدمية «كالطيور، الضفادع، السحب» كذلك كانوا يقومون بالرقص إلي جانب الغناء وكانت الرقصة الشائعة في الكوميديا هي رقصة السكارى .

### موقف الجوقة بالكوميديا
يختلف دور الجوقة في الكوميديا عن التراجيديا، فالجوقة في الكوميديا أكثر تنوعا في دورها وأكثر جراءة في موقفها ، ولم يكن الأمر مقتصرا علي غنائها للأناشيد ، بل كانت حركة أفرادها تكثر وتتنوع ، وحديثهم يطول ويتشعب ، وإن كانت الفواصل الغنائية في الكوميديا تبدو من الوهلة الأولي أقل ترتيبا وأقصر طولا من مثيلتها بالتراجيديا.

## مواقف الضحك وفلسفته[30]
أن الضحك ينبعث إما من اللفظ وإما من الموقف وينقسم الضحك المنبعث من اللفظ إلي سبعة أقسام وهما كالأتي
1- من التشابه 
أي بواسطة الألفاظ المتشابهة في نطقها ، ولكنها مع ذلك تعبر عن معان تبعث علي الضحك. مثل : الثرى وتعني الرماد والثري وهو الغني .
2- من الترادف 
أي بواسطة لفظين مختلفين لهما مدلول واحد ، أو يعبران عن معني واحد . مثل : النور والضياء ، الناس والبشر، العقل واللب .
3- من الثرثرة الحمقاء 
أي بواسطة التكرار الممل لعدد من الكلمات أو الجمل المتراصة والمتتابعة .
4- من التلاعب بالألفاظ 
سواء عن طريق الزيادة أو النقصان ، مثل التلاعب بالألفاظ ، نجد أريستوفانيس في مسرحية «برلمان النساء» يطلق اسما طوله سبعة ابيات علي أحد أصناف الطعام في الوليمة الجماعية التي دعيت إلي حضورها الجوقة في ختام المسرحية.
أما المثال علي التلاعب بالألفاظ عن طريق النقصان فنجد بمسرحية «الضفادع» لنفس الكاتب ، حيث يترتب علي حذف حرف ال " A " من كلمة "Galena " وتعني الهدوء لتصبح " Galen" وتعني الهرة ، مما يؤدي إلي قلب المعني الجاد إلي معني فكاهي .
5- من التصغير 
إي بواسطة استخدام صيغة التصغير من اللفظ ، مثال مسرحية «السحب» لأريستوفانيس، وذكره لاسم «سقراط» وتصغيره ليصبح " Sokratidion " إي «سقراطي أو سقراط الصغير» ويكررها الأب ستريسياديس وينادي بها الفيلسوف مرارا في سذاجة تثير الضحك .
6- من قلب الألفاظ 
سواء بالصوت أو بالإيماء «أي التعبير عن معني اللفظ بالحركة والإشارة»، وسنجد هذا في مسرحية «الضفادع» في وصف الإله «بان» رب القطعان والرعاة بالصفة " Kerobatas " والتي تعني السائر فوق قمم التلال، أو ذا الأقدام المقرونة «الحوافر»، لكنها قلبت في المسرحية عن طريق الإيماء لتعني ذا القرون .
7- من شكل الكلمة 
أي باستخدام أساليب لغوية مضحكة ، سواء من النحو أو من تركيب الكلام .
أما الضحك المنبعث من الموقف فينقسم إلي ثمانية أقسام وهي :
1- من التماثل 
سواء مماثلة الأحسن بالأسوأ أو الأسوأ بالأحسن «أي العكس»، مثال ذلك مماثلة كليون الزعيم الديماجوجي بالخنفساء، أو مماثلته بالمدق في مسرحية «السلام» لأريستوفانيس. كذلك مماثلة العبد بالسيد في معظم مسرحيات الكوميديا الحديثة خصوصا مسرحيات «مناندروس».
2- من المخاتلة 
مثال ذلك ما حدث في مسرحية «الضفادع» حيث كان من المتوقع أن يعود الإله ديونيسوس بالشاعر المسرحي يوربيديس من عالم الموتي إلي عالم الأحياء، لكنه لجأ إلي المخاتلة وعاد بدلا منه بالشاعر المسرحي أسخيلوس.
3- من المحال 
مثال ذلك التشبيه الذي ورد في مسرحية «السلام» علي لسان تريجايوس «لا لن نمنحك شيئا قبل أن يتزوج الذئب شاه !».
4- من الممكن وغير المتناسق 
مثال ذلك قيام ديونيسوس في مسرحية «الضفادع» بوزن الشعر بالميزان .
5- من غير المتوقع 
مثال ذلك قول الميت «الجثة» الذي رفض في مسرحية «الضفادع» حمل أمتعة ديونيسوس، لأن الأخير ساومه في الأجر ، بدلا من أن ينقده دراخمين عرض عليه أوبولين فقط ، فصاح الأول مستنكرا «لاأرضي بهذا ولو بعثت الآن حيا !».
6- من استخدام الرقص الصاخب
مثال ذلك استخدام أريستوفانيس لرقصة السكارى في ختام مسرحيته «الزنابير» وهي رقصة صاخبة ماجنة بوجه عام .
7- من اختيار الأسوأ حينما تسنح للشخص فرصة الحصول علي الأعظم 
مثال ذلك رفض الشيخ فيلوكليون في مسرحية «الزنابير» تغيير تصرفاته السيئة التي حاول إبعاده عنها ، وكانت النتيجة انغماس الشيخ بالشراب وازدياده خلقه سوءا وتصرفاته انحدارا .
8- من عدم ترابط الألفاظ وانعدام تناسقها
مثال علي ذلك قول ستريسياديس في مسرحية «السحب» لسقراط: "إذا اشتريت امرأة تمارس السحر من إقليم ثساليا ، وأنزلت القمر ليلا من السماء وحبسته في علبة مستديرة كالمرآة واحتفظت بها علي الدوام " فسوف أتخلص من دفع فائدة الديون التي تثقل كاهلي ".
إلي جانب هذه التقسيمات هناك ثلات مواقف ينتج عنها الضحك سواء بالكوميديا القديمة أو الوسطي أو الحديثة .
1- من الشعور بالتفوق 
و ذلك نتيجة لمعرفة ما يدور بالأحداث بالعمل في حين هناك أشخاص داخل العمل لا تعرف ولا تدري ما يدبر ضدها ، وحينما يشاهد الجمهور هذا يشعر بنوع من السمو بسبب قدرته علي الفهم .
2- من التناقض 
و ذلك حينما نحس بوصفنا كمشاهدين بالتناقض بين الفكرة والسلوك وبين ما هو متوقع وما هو كائن بالفعل . وكان المثل الشائع عن هذا الموقف خصوصا في الكوميديا المناندرية هو مثل «العبد والسيد»، حيث أن الفكرة السائدة في العصور القديمة عن السيد هي التفوق والسيطرة والسيادة نتيجة القوة والقدرة بدنية كانت أو عقلية ، وعلي النقيض من ذلك كانت الفكرة السائدة عن العبد . ولكن أن وجد السيد أبله وضعيفا وقليل الحلية ، وأن العبد يتلاعب به لأن السيد يبدو صار غبيا والعبد أذكي وأقدر ، هذا التناقض ما بين الفكرة والسلوك يؤدي إلي الضحك في النهاية لدي المشاهد .
3- من سوء الفهم 
و ذلك حينما يدور حوار بين الشخصيات وتفهم شخصية الحديث شكل خاطئ ومن ثم تتراكم المواقف اللاحقة علي هذا الفهم الخاطئ وحتي يتعقد الموقف ، وحينما يزول سوء الفهم ينجلي كل شئ، وينزاح الغموض وتعرف كل شخصية حقيقة الأمر ، وجد في مسرحية «قدر الذهب| Aululria» التي ألفها الكاتب المسرحي الروماني «بلاوتوس»، حيث يدور حوار بين الأب البخيل «يو كليو» وجاره «ليكونيديس» وتبين منه أن الجار اعتدي علي عفاف ابنه البخيل وجاء ليتزوجها ويتحدث عن أثمن ما تملكه الفتاة ولكن البخيل الذي ضاع منه الكنز قبل قدوم الجار بفترة جعله يظن أنه هو من سرق الكنز وأنه جاء لرده . وبسبب سوء الفهم هذا تحدث مفارقات مضحكة بين الطرفين إلي أن ينجلي الموقف فتفهم كل شخصية حقيقة الأمر .

## مغزي الكوميديا[31]
لقد اتخذت الكوميديا هدفا لها وهو تصوير النقائض الاجتماعية بطريقة فكاهية غير مؤلمة ، من أجل أن نشاهد مدي التناقض القائم بين السلوك السليم والسلوك المعيب ، وكي نسخر بأنفسنا من إسفاف هذا السلوك ومن ثم لا نقدم علي فعله . 
و بهذا فالكوميديا عبارة عن مجهر يجسم العيوب والنقائض الاجتماعية ، وهي ناقد موضوعي يهاجم الخطأ دون اعتبار لأية عوامل شخصية ، ولا تأخذه هوادة أو رأفة بمن يهاجمه أيا كان ، ذلك أن الهدف من هجومه هو دفع جميع أفراد المجتمع إلي السخرية من عيوبهم ، وإلي الضحك علي نقائصهم ، وبذلك يبرهنون علي منتهي الشجاعة والنقد الذاتي .
أن الكوميديا لا تبحث عن الظواهر الفردية ولا تتحيز للطائفية ، بل هي ذات نظرة بانورامية عمومية ، لا تعمق الفروق الاجتماعية بل تحاول إذابتها وتفتيتها من أجل انصهار المجتمع كله في بوتقة واحدة .
لهذا تحاول استثارة القوي الإيجابية المضمحلة لدينا ، وتسعي لزيادة حصيلة قوة الإرادة عند من لا عزيمة عنده ، لأن الإرادة إذا نقصت جعلته يقع في أخطاء مزرية ونقائص مخجلة .